# Régiment des Gardes du Corps
Le régiment des Gardes du Corps est un régiment de cuirassiers de la cavalerie de garde de l'armée prussienne. Il est fondé en 1740 par Frédéric II de Prusse en tant que 13e régiment de cuirassiers mis en place (numéroté plus tard K 13).

## Histoire

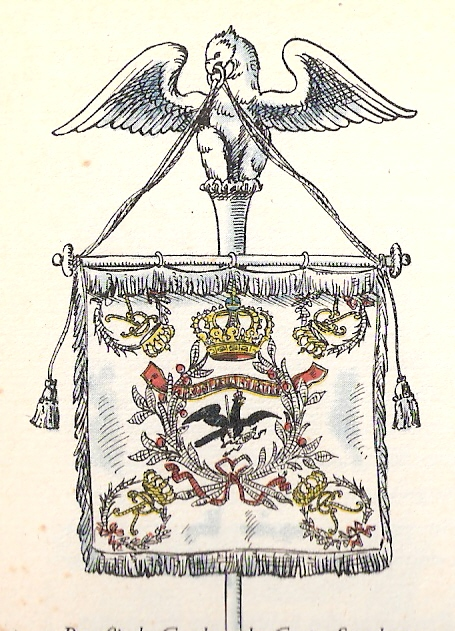
Étendard du régiment

Avec l'ordre du cabinet (AKO) du 23 juin 1740, à Charlottenbourg, la formation d'un escadron d'entraînement de Gardes du Corps à caractère de garde est ordonnée. Il n'est pas seulement la garde du corps personnelle du roi, mais devient également une unité modèle pour la cavalerie prussienne, qui a échoué à la bataille de Mollwitz le 10 avril 1741 et doit être restructurée.
Ce n'est qu'à la guerre de Sept Ans que des escadrons de campagne sont ajoutés et que l'unité est augmentée. Le régiment ainsi créé s'est vu attribuer le premier rang dans la liste de l'armée. Ainsi, les Gardes du Corps sont l'unité la plus distinguée de la cavalerie royale prussienne et le restent jusqu'à leur dissolution. Le régiment est encore le 13e des régiments de cuirassiers dans la liste principale de 1806, mais il occupe toujours la première place lors des exercices et des défilés.
En 1753, le régiment est affecté à Potsdam en tant que nouvelle garnison. En 1914, le régiment se compose de cinq escadrons de deux compagnies chacun. Le 1re compagnie s'appelle compagnie du Corps, son chef est le roi de Prusse respectif, qui est toujours le chef de tout le régiment. Les chevaux des Gardes du Corps sont tous de couleur brun foncé.

### Guerre de Succession d'Autriche
Pendant la guerre de Succession d'Autriche, le régiment participe aux combats austro-prussiens en Silésie, notamment à la bataille de Hohenfriedberg le 4 juin 1745.

### Guerre de Sept Ans
Pendant la guerre de Sept Ans, le régiment participe aux batailles suivantes : Lobositz, Prague, Kolin (un escadron), Roßbach, Leuthen, Zorndorf, Hochkirch, Liegnitz et Torgau.

### Guerres napoléonniennes
Non utilisé lors de la bataille perdue d'Auerstedt le 14 octobre 1806, le régiment a pu se rendre à Königsberg en tant qu'unité fermée. Il est affecté au corps de L'Estocq et participe à la bataille d'Eylau. Le régiment est l'une des rares unités à continuer d'exister dans l'armée prussienne nouvellement formée.
Le régiment participe à la bataille de Lützen, Bautzen, Haynau, Leipzig et à l'invasion de Paris le 31 mars 1814. Après la défaite de Napoléon à la bataille de Waterloo (18 juin 1815) il participe à la seconde invasion de Paris le 22 juillet 1815. Du 4 octobre au 2 décembre 1815, il marche vers Berlin et Potsdam.

### Révolution de 1848
Le régiment est impliqué le 18 mars 1848 dans les combats de rue à Berlin.

### Guerre des Duchés
Dans la campagne contre le Danemark de 1864, il n'y a aucune mobilisation pour le régiment.

### Guerre austro-prussienne
Dans la guerre austro-prussienne, le régiment se déplace en Bohême. Dans la bataille de Sadowa, il est affecté à la réserve.

### Guerre franco-prussienne
Pendant la guerre contre la France, les Cuirassiers n'ont participé qu'à des combats mineurs à Saint-Privat, Sedan et le siège de Paris du 19 septembre 1870 au 28 janvier 1871. Après l'armistice de février 1871, le régiment est affecté à la force d'occupation. Elle y reste jusqu'au début du mois de juin 1871, date à laquelle elle retourne à sa garnison d'origine, où elle arrive le 13 juin. Le 16 juin 1871, le régiment est entré dans Berlin pour participer au défilé de la victoire à travers la porte de Brandebourg.

### Première Guerre mondiale
Après la mobilisation, le régiment marche vers la Belgique et participe à la bataille de la Marne .
- Août 1914: avance vers la Marne
- le 28 août 1914 : le 1er et le 3e escadrons à Fère-en-Tardenois/au nord de Château-Thierry
- Début septembre 1914 : retraite vers l'Aisne
- Puis jusqu'en décembre 1914 : guerre de tranchées sur l'Aisne.
- De décembre 1914 à juillet 1915 : protection de la frontière entre la Belgique et les Pays-Bas.
- À partir d'août 1915, il est transféré sur le front de l'Est et participe à l'offensive en Pologne et en Galicie russes.
- D'octobre 1915 à la mi-juillet 1917, batailles de position de Pinsk et Kovel . Puis il remonté et utilisé dans la contre-offensive en Galicie.
- Par la suite, jusqu'en février 1918, transféré en Courlande et en Livonie pour maintenir la sécurité et l'ordre. Cela comprend également la lutte contre les alliances de déserteurs armés russes et d'autres groupes armés de la population locale qui n'appartiennent pas au statut de combattant.
- En avril 1918, déplacement vers l'Ukraine pour y rétablir l'ordre.
- Le 9 Novembre, le régiment est à Jampol.

### Après-guerre
Après la fin de la guerre, le régiment reçoit l'ordre d'évacuer l'Ukraine le 12 novembre 1918. Il revient à Potsdam les 13 et 14 février 1919, où la démobilisation commence le 16 février et où l'unité est finalement dissoute.
La tradition est reprise dans la Reichswehr par décret du 24 août 1921 du chef du commandement de l'armée, le général d'infanterie Hans von Seeckt, par le 1er escadron du  4e régiment de cavalerie (prussien à Potsdam. Dans la Bundeswehr, le 24e bataillon de chars de Brunswick perpétue la tradition jusqu'à sa dissolution.

## Commandants
| Grade                       | Nom                                            | Date                                                           |
| --------------------------- | ---------------------------------------------- | -------------------------------------------------------------- |
| Major                       | Otto Friedrich von Blumenthal                  | 1740                                                           |
| Rittmeister                 | Georg Christoph von Jaschinski (de)            | 1744                                                           |
| Oberst                      | Hans von Blumenthal                            | 1747                                                           |
| Rittmeister                 | Wilhelm Dietrich von Wakenitz (de)             | 1758                                                           |
| Major                       | Karl Heinrich von Schätzell                    | 1760                                                           |
| Oberst                      | Johann Karl Friedrich von Mengden (de)         | 23 décembre 1773 au 24 septembre 1785                          |
| Major                       | Karl Wilhelm von Byern (de)                    | 1785                                                           |
| Oberst                      | Friedrich Heinrich Wilhelm von Zollikofer (de) | 1795                                                           |
| Oberstleutnant              | Christian Friedrich von Rabenau                | 1798                                                           |
| Major                       | Ernst August von Wintzingerode (de)            | 1801                                                           |
| Major/Oberstleutnant/Oberst | Heinrich von Zawadzky (de)                     | 20 septembre 1806 au 25 février 1810                           |
| Major/Oberstleutnant/Oberst | Florenz Ludwig von Bockum genannt Dolffs (de)  | 1er mars 1810 au 14 juin 1813                                  |
| Major/Oberstleutnant/Oberst | Heinrich von Knobelsdorff                      | 18 juin 1813 au 10 avril 1815                                  |
| Oberst                      | Frédéric Guillaume comte de Brandebourg        | 23 avril 1816 au 27 mars 1819                                  |
| Oberst                      | Karl von Brauchitsch (de)                      | 28 mars 1819 au 27 novembre 1826                               |
| Oberstleutnant/Oberst       | Friedrich von dem Bussche-Ippenburg (de)       | 30 mars 1829 au 15 février 1834                                |
| Major/Oberstleutnant/Oberst | Franz Heinrich von Waldersee (de)              | 17 février 1834 au 24 mars 1841                                |
| Oberstleutnant              | Friedrich von Reitzenstein                     | 25 mars 1841 au 31 août 1845                                   |
| Oberstleutnant              | Wilhelm Finck von Finckenstein (de)            | 1er septembre 1845 au 12 janvier 1846 (chargé de la direction) |
| Oberstleutnant/Oberst       | Wilhelm Finck von Finckenstein                 | 13 janvier 1847 au 13 décembre 1848                            |
| Major/Oberstleutnant/Oberst | Louis von Dönhoff (de)                         | 14 décembre 1848 au 24 avril 1854                              |
| Oberst                      | Friedrich von Derenthall                       | 25 avril 1854 au 17 septembre 1856                             |
| Oberst                      | Hugo Eberhard zu Münster-Meinhövel             | 18 septembre 1856 au 7 juillet 1858                            |
| Oberstleutnant/Oberst       | Hermann d'Alvensleben                          | 8 juillet 1858 au 13 juin 1859                                 |
| Major                       | Frédéric de Brandebourg                        | 14 juin 1859 au 11 mai 1860 (chargé de la direction)           |
| Major/Oberstleutnant/Oberst | Frédéric de Brandebourg                        | 12 mai 1860 au 29 octobre 1866                                 |
| Oberstleutnant/Oberst       | Buko von Krosigk (de)                          | 30 octobre 1866 au 10 novembre 1871                            |
| Oberstleutnant/Oberst       | Hermann Albert zu Lynar                        | 11 novembre 1871 au 14 mai 1875                                |
| Oberstleutnant/Oberst       | Karl von Alten                                 | 15 juin 1875 au 21 mars 1882                                   |
| Oberst                      | Theodor von Schlieffen (de)                    | 22 mars 1882 au 15 septembre 1885                              |
| Oberstleutnant/Oberst       | Gerd von Below (de)                            | 16 septembre 1885 au 15 février 1889                           |
| Oberstleutnant              | Moritz von Bissing                             | 18 février 1889 au 19 mai 1893                                 |
|                             | Frédéric-Léopold de Prusse                     | 20 mai 1893 au 13 novembre 1894                                |
|                             | Alfred von Mitzlaff                            | 14 novembre 1894 au 9 juin 1899                                |
|                             | Wilhelm von Hohenau                            | 10 juin 1899 au 21 avril 1902                                  |
| Major/Oberstleutnant/Oberst | Manfred von Richthofen                         | 22 avril 1902 au 20 mars 1908                                  |
| Oberstleutnant              | Thilo von Rothkirch und Trach                  | 21 mars 1908 au 17 février 1913                                |
| Oberstleutnant              | Friedrich von der Schulenburg                  | 18 février 1913 au 1er août 1914                               |
|                             | Leopold von Kleist                             | 2 août 1914 au 10 janvier 1915                                 |
| Oberstleutnant              | Reinhard Ludwig zu Solms-Hohensolms-Lich (de)  | 11 janvier 1915 au 23 juin 1917                                |
|                             | Eberhard von Arnim                             | 24 juin 1917 au 4 août 1918                                    |
| Oberstleutnant              | Peter Martin Yorck von Wartenburg              | 5 août 1918 au 15 février 1919                                 |

## Uniforme

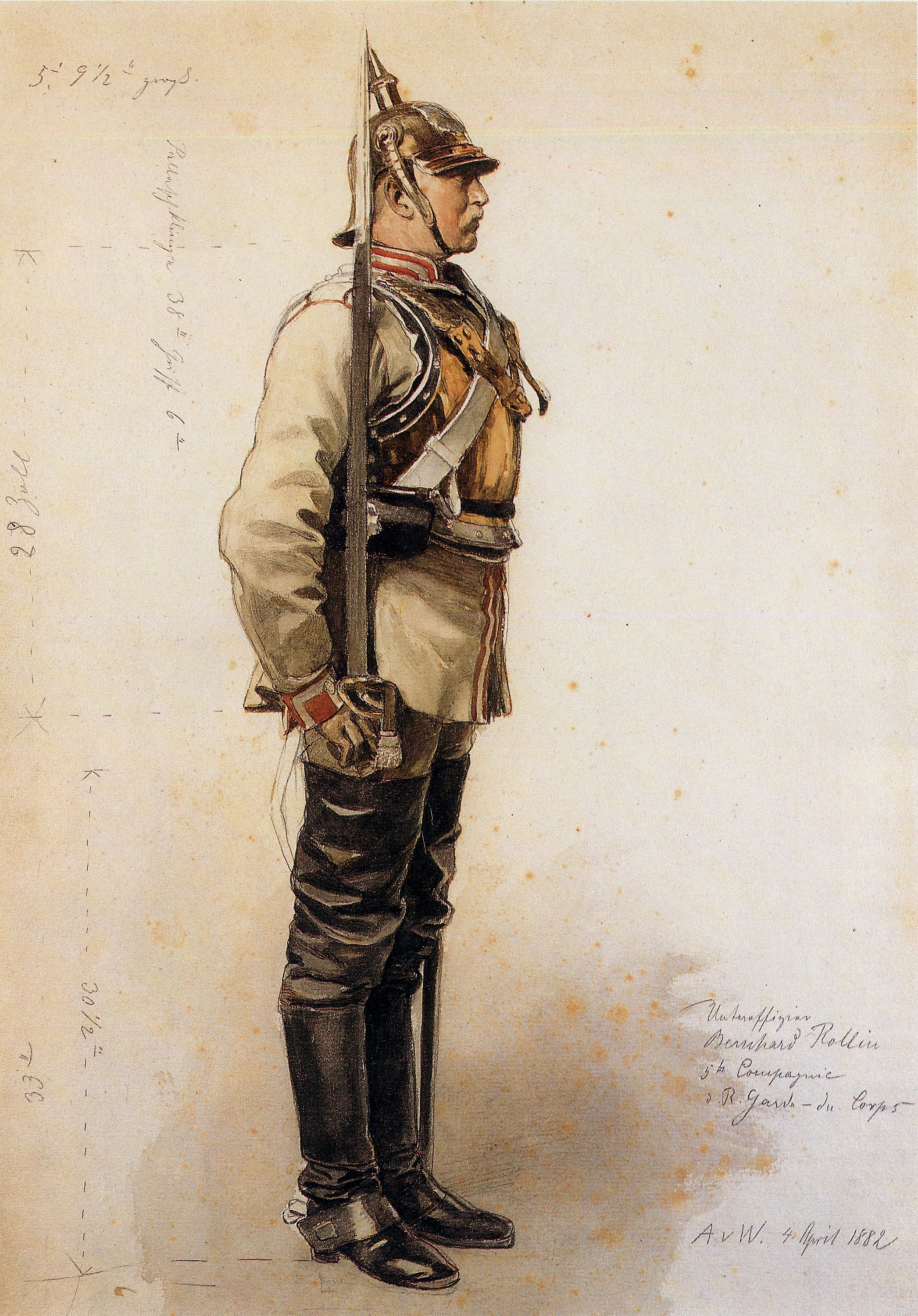
Cuirassier des Gardes du Corps lors de la proclamation impériale

Jusqu'en 1912, un rollerball blanc et un pantalon de botte blanc sont également portés sur le terrain. Les officiers sont équipés d'épaulettes, de sous-officiers et d'hommes avec épaulettes. Il y avait a des bottes de cuirassier noires (appelées bottes de canon), une forme particulièrement longue des bottes à gantelets et le casque de cuirassier en tombak avec de nouveaux insignes en argent, ainsi qu'une cartouchière blanche avec une cartouche noire. Lors des défilés, une cuirasse en métal blanc en deux parties est également enfilée et la pointe du casque est remplacée par un aigle en argent. Au lieu de la pointe, les musiciens portent un buisson de crin rouge. L'étoile de la garde est à l'avant du casque.
Pour le service normal, les cuirassiers portent une tunique bleu foncé. En tant qu'uniforme de la société, il est équipé d'épaulettes pour les officiers, et généralement un collier de couleur tombac avec des insignes en argent est porté. Cela comprend une casquette à visière blanche avec une bordure rouge.
La couleur de l'insigne sur les revers suédois, le col et les champs d'épaulettes est rouge, les boutons et les garnitures argentés.
Un super gilet rouge est mis sur le Koller pour aller avec le costume de la montre de gala. Sur le devant et le dos du gilet, il y a une étoile brodée de l' Ordre de l'Aigle noir, de grande taille.
Déjà commandé par l'A.K.O. du 14 février 1907 et progressivement introduit à partir de 1909/10, l'uniforme coloré est remplacé pour la première fois par l'uniforme de service de campagne gris (M 1910) à l'occasion du manœuvre de l'empereur en 1913. L'équipement en cuir et les bottes étaient brun naturel, le casque est recouvert d'une housse en tissu appelé roseau. La cartouchière et la cartouche ne sont plus mises pour cet uniforme.

## Particularités
En tant que régiment de cavalerie le plus distingué de l'armée prussienne et de ses armées affiliées, le régiment des Gardes du Corps présente un certain nombre de particularités:
- Dans le classement des troupes prussiennes, le GdC prend la deuxième place juste derrière le 1er régiment à pied de la Garde (EGR). Cela est démontré, entre autres, dans le fait qu'à la réception du Nouvel An de l'empereur et du roi, les officiers du GdC sont conduits devant le trône immédiatement après ceux de l'EGR et donc devant les princes et ambassadeurs.
- Le corps des officiers des régiments de cavalerie compte généralement une proportion plus élevée d'officiers nobles que ceux des autres branches de l'armée. En 1913, il n'y a pas un seul officier civil dans le GdC en dehors des cinq médecins et vétérinaires. Sur les 34 postes d'officiers, 20 sont occupés par des princes et des comtes. La proportion de la haute et primitive noblesse prend ainsi une position de tête dans le GdC dans une comparaison de tous les régiments. Philipp zu Eulenburg, qui a servi dans le GdC, appelle son régiment "le plus élégant des gardes élégants"[2].
- Aux bals de cour, un officier particulièrement grand du GdC doit toujours rester proche de l'empereur et du roi. Cet officier est le seul présent à devoir porter le casque d'aigle sur la tête pendant toute la durée de l'événement. Le but de cette disposition est de rendre facile et rapide la recherche de l'empereur et du roi dans les salles en cas de rapports ou de dépêches urgents.
- Le GdC est le seul régiment de cuirassiers à avoir deux ensembles de cuirasses. En plus de ceux brillamment polis, chaque cuirassier a une cuirasse noire en deux parties (poitrine et dos). Le tsar russe a offert au régiment la cuirasse noire en 1814 en signe d'amitié et de loyauté envers l'alliance.
- Les batteurs de bouilloire GdC doit avoir une barbe particulièrement magnifique et belle, qui est même décrite en détail dans les règlements applicables.
- La devise officieuse du régiment est la noblesse - il est temps . Cela fait allusion à un dicton du Rittmeister Achatz von Wacknitz lors de la bataille de Roßbach. La noblesse ne représente pas le nom d'une femme, mais la noblesse ou la disposition aristocratique ou chevaleresque.
- En chanson et marche Donnerwetter - impeccable! (aussi: Der Gardeleutnant ) de la revue éponyme de Paul Lincke, d'après le texte de Julius Freund, le régiment des Gardes du Corps est joyeusement chanté.

## Étendard
L'étendard régimentaire des Gardes du Corps est conservé et se trouve maintenant à l'Arsenal de Berlin (musée historique allemand), après avoir été conservé sur le cercueil de Frédéric le Grand au château de Hohenzollern jusqu'en 1991.

## Illustrations

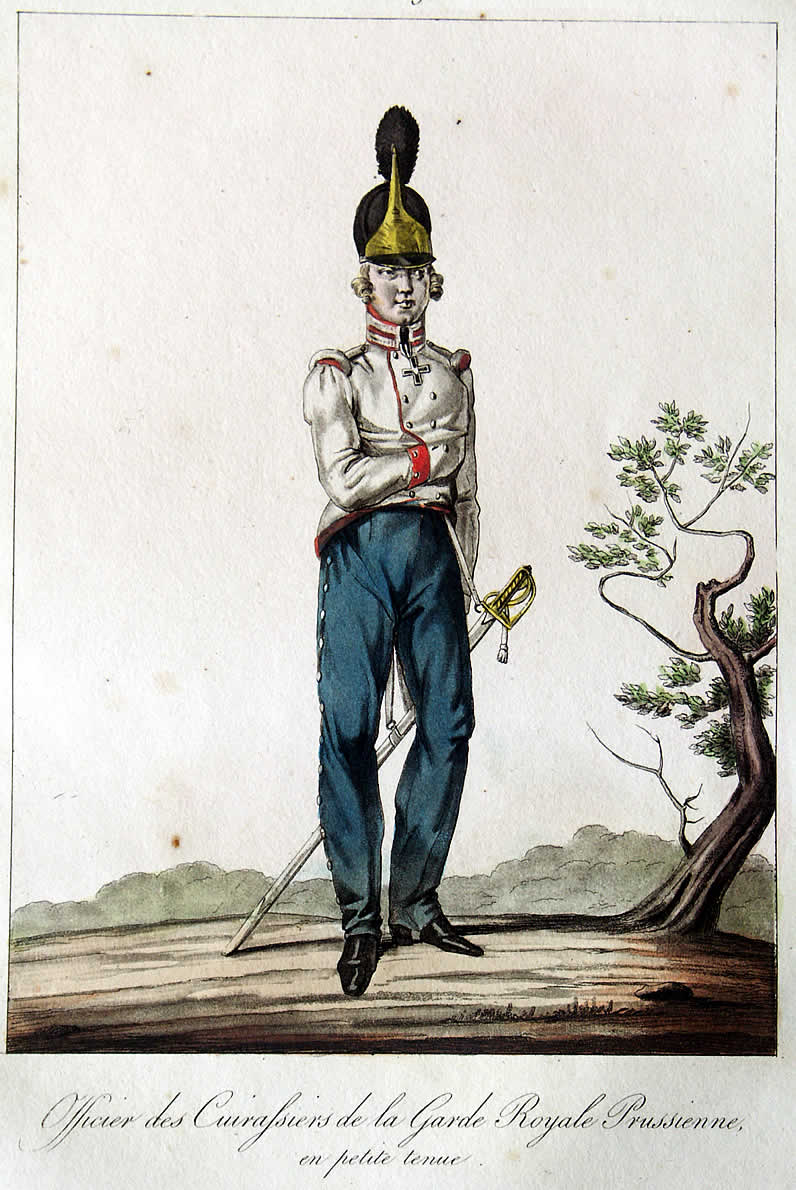
Officier des Gardes du Corps en petit uniforme, 1815
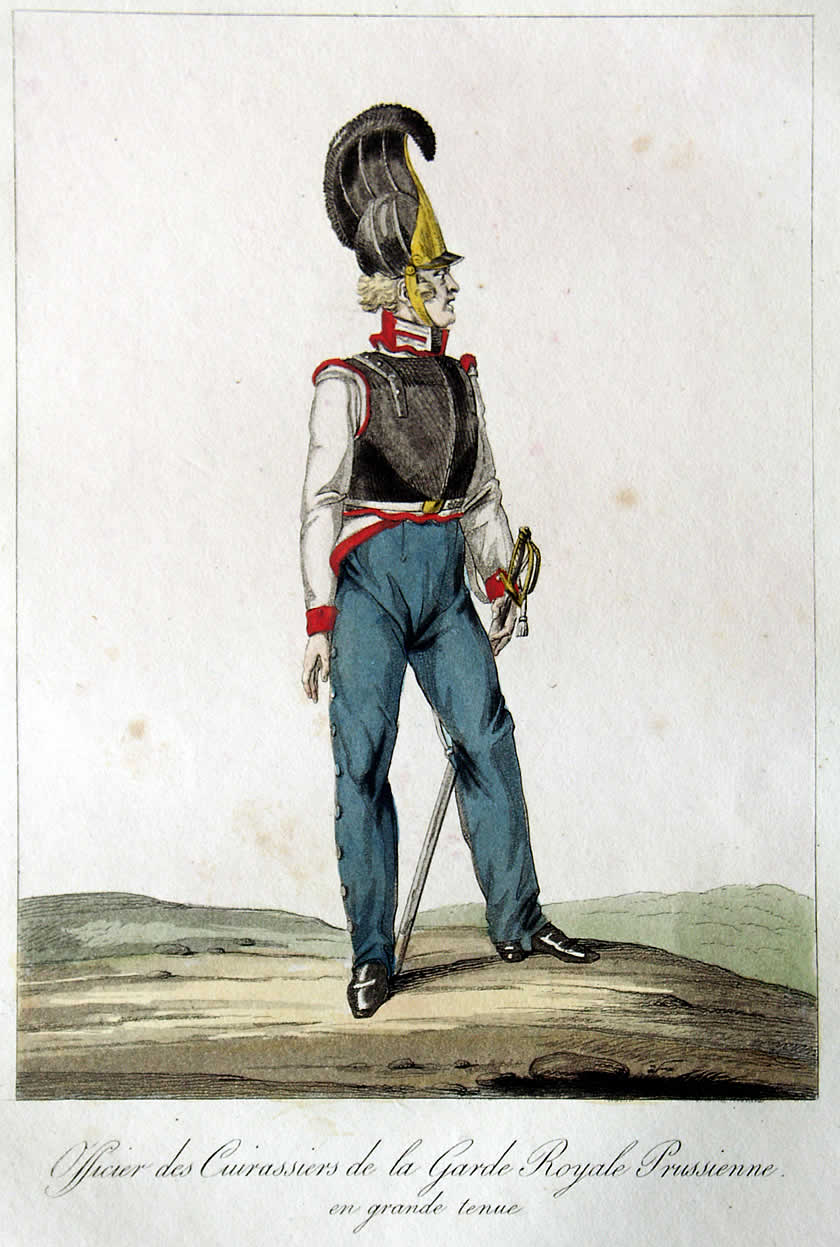
Officier des Gardes du Corps en grand uniforme, 1815
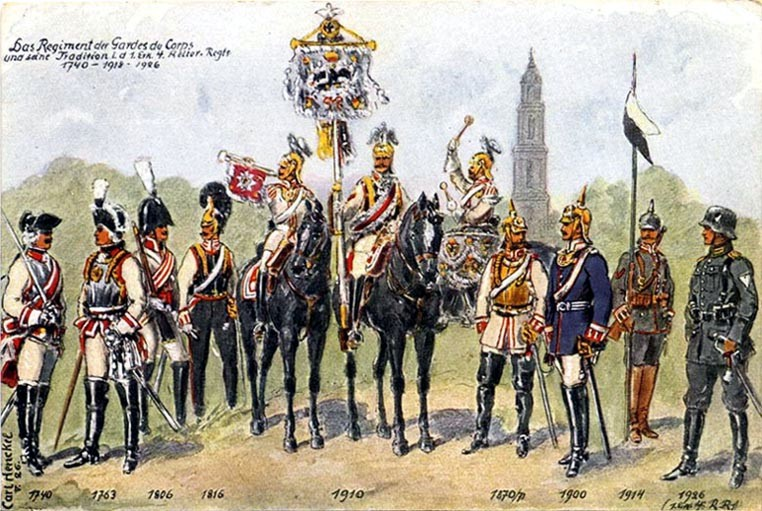
Uniformes des Gardes du Corps de 1740 au régiment traditionnel de 1926. Carte postale de Carl Henckel (1862–1929)
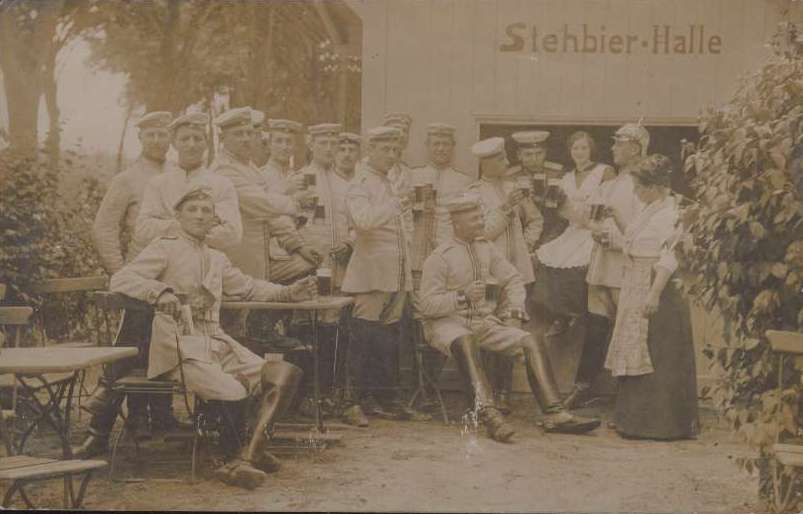
Soldats du régiment à Potsdam, 1913
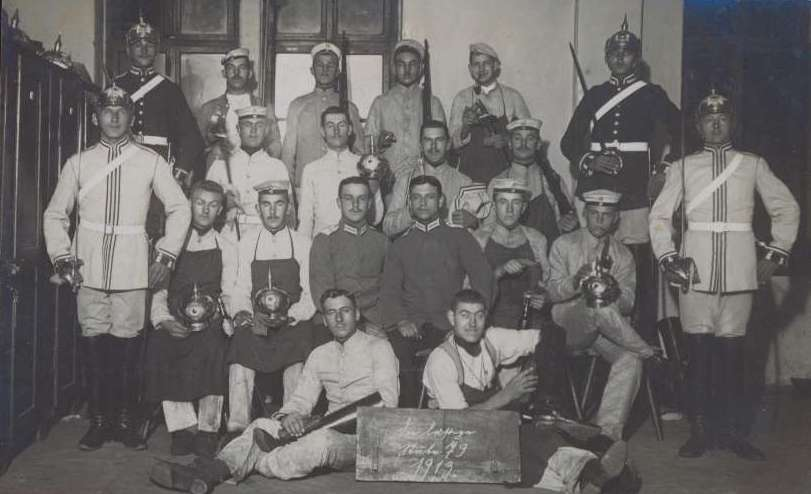
Membres du régiment à Potsdam, 1913
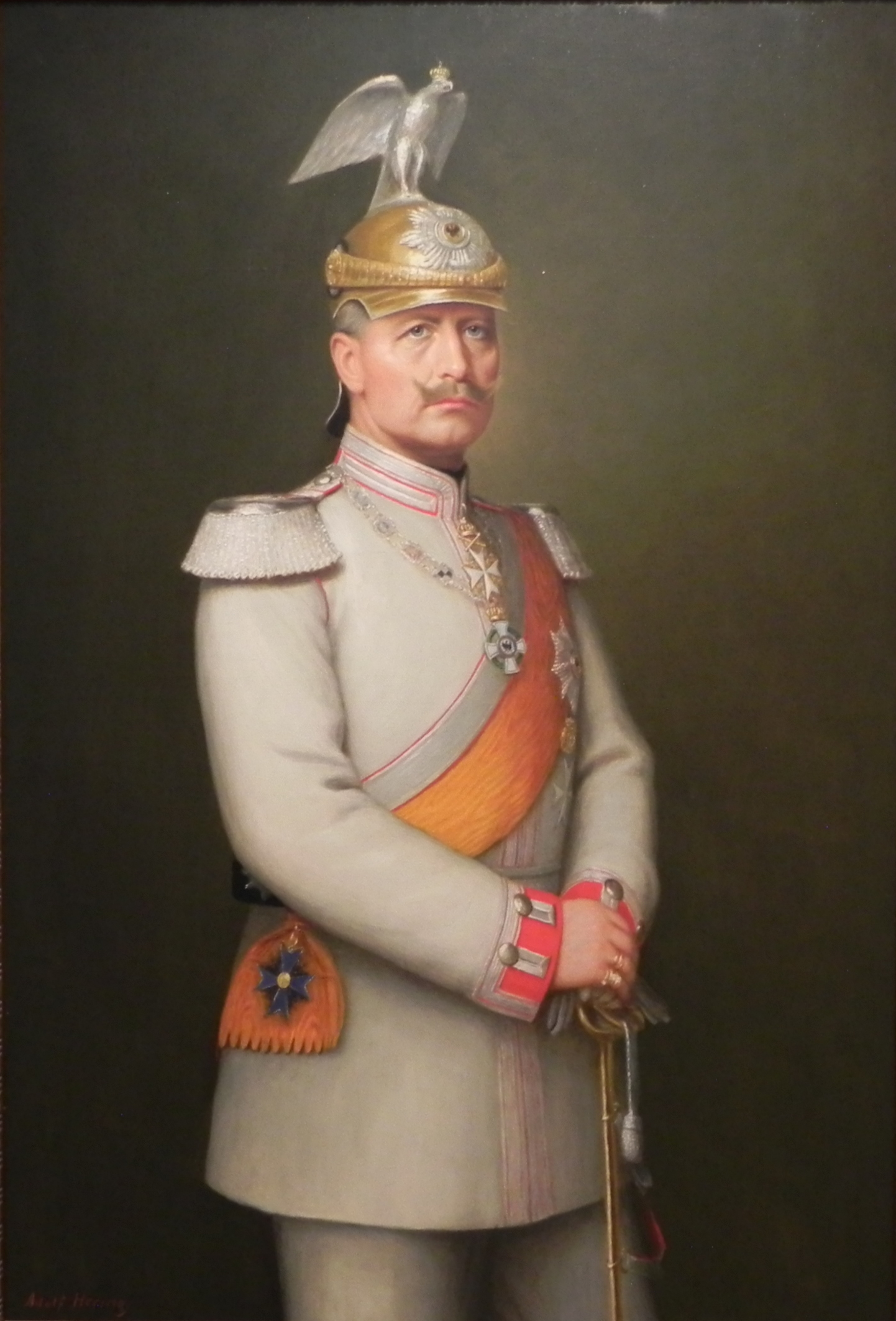
Guillaume II à la tête du régiment en uniforme blanc de parade; Peinture de AH Hering (1900)